# Månstorps landskommun
Månstorps landskommun var en tidigare kommun i dåvarande Malmöhus län.

## Administrativ historik
Kommunen bildades vid 1952 års kommunreform genom sammanläggning av de förutvarande kommunerna Arrie, Mellan-Grevie, Södra Åkarp, Törringe, Västra Ingelstad, Västra Kärrstorp och Östra Grevie.
Kommunen upplöstes och delades år 1974. Delarna Arrie, Mellan-Grevie, Södra Åkarp, Västra Ingelstad, och Östra Grevie, uppgick i Vellinge kommun. Delarna Törringe och Västra Kärrstorp överfördes till Svedala kommun.
Kommunkod var 1236.

### Kyrklig tillhörighet
I kyrkligt hänseende tillhörde kommunen församlingarna Arrie, Mellan-Grevie, Södra Åkarp, Törringe, Västra Ingelstad, Västra Kärrstorp och Östra Grevie.

## Geografi
Månstorps landskommun omfattade den 1 januari 1952 en areal av 62,85 km², varav 61,80 km² land.

### Tätorter i kommunen 1960
I Månstorps landskommun fanns tätorten Östra Grevie, som hade 301 invånare den 1 november 1960. Tätortsgraden i kommunen var då 12,4 procent.

## Politik

### Mandatfördelning i valen 1950-1970

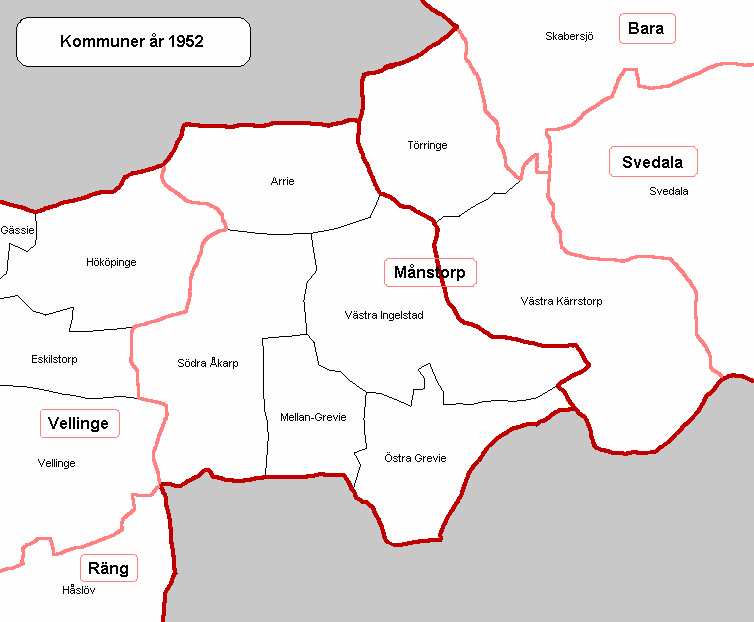
Socknar inom Månstorps landskommun. Text i liten storlek är socknars namn, något större och inramade är kommuner som fanns år 1952 tills 1970-talets sammanslagningar. Dagens kommungränser är i ljusrött och de tidigare i rosa. Vänligen notera att Månstorps landskommun fanns på båda sidor om dagens kommungräns.

| 17 | 13 | 2 | 3 |

| 31 |

| 17 | 11 | 3 | 4 |

| 29 | 6 |

| 16 | 13 | 2 | 4 |

| 29 | 6 |

| 17 | 12 | 2 | 4 |

| 30 | 5 |

| 17 | 12 | 2 | 4 |

| 27 | 8 |

| 15 | 13 | 2 | 5 |

| 28 | 7 |